# Kajak in kanu (šport)
Kájak in kanú (tudi kajak-kanu) je tekmovalni šport in področje športne rekreacije ter olimpijski šport. Kajakaštvo ločimo na kajak na mirnih in kajak na divjih vodah. Dvojno ime športa izvira iz dveh vrst čolnov, kajaka in kanuja. Čeprav se čolna razlikujeta po načinu uporabe (način sedenja in vrsta vesla), je uporabnost obeh podobna. Z obema čolnoma se tekmuje na enakih progah v različnih disciplinah in kategorijah.

## Osnovno razlikovanje med kajakom in kanujem
Za kajak je značilno sedenje z nogami naprej in uporaba dvolistnega vesla. Sodobnemu kajaku je najbližji inuitski čoln, ki je narejen iz lesenega ali koščenega ogrodja, preko katerega je napeta šivana živalska koža. Prvotno so tudi za športno rekreacijo in tekmovanja izdelovali podobne kajake - z ogrodnjem in gumirano prevleko. Čolni so bili zložljivi; od tod prvotna oznaka F (nemško: Faltboot, zložljivi čoln).
Za kanu je značilno sedenje na klopi in uporaba enolistnega vesla. Tekmovalci na divjih vodah klečijo in se z zadnjico opirajo na sedež ali klop, tako, da imajo popoln nadzor nad lego čolna in telesa. Tekmovalci na mirnih vodah klečijo na enem kolenu. Predhodnik sodobnega kanuja je severnoameriški (kanadski) indijanski čoln, ki je bil tradicionalno izdelan največkrat iz lesenega ogrodja in oplate iz lubja. Leseni kanuji so sestavljeni iz reber iz tršega, prožnega lesa (jesen, brest) in lahke oplate, na primer iz smrekovine. Oplata je na rebra pribita, na primer z bakrenimi zakovicami. Obliko ohranjajo še vzdolžne in povezovalne letve. Vodotesnost dosežejo s platneno prevleko, prepojeno z oljno barvo.
Sodobni tekmovalni čolni so vsi izdelani iz armirane plastične mase. Armatura so steklena ali druga umetna vlakna, kot na primer karbonska vlakna.

## Tekmovalne discipline

### Slalom na divjih vodah
Slalom na divjih vodah je olimpijska disciplina, kjer mora tekmovalec ali tekmovalka čim hitreje preveslati različne kombinacije slalomskih vrat, ki so postavljene na poligonu z divjo vodo. Za končno uvrstitev štejeta čas izpeljave in sodniški pribitek kazenskih sekund. Če se tekmovalec dotakne količka prejme dve dodatni kazenski sekundi, za nepravilno izpeljana ali izpuščena vrata pa pribitek 50-ih kazenskih sekund.
Tekmovanja se odvijajo na umetnih ali naravnih progah, tekmuje pa se v štirih različnih kategorijah: kajak moški (K1M), kajak ženske (K1Ž), kanu moški (C1M) in kanu ženske (C1Ž). Vse do leta 2016 je v olimpijskem programu bila tudi disciplina C2 moški, ki pa je bila, zaradi potrebe po zagotavljanju enakih kvot med moškimi in ženskami, črtana iz programa. Obstaja tudi kategorija C2 mix, ki pa za enkrat še ni na olimpijskem tekmovalnem programu.
Tekmovalna proga je sestavljena iz 18 do 25 vratc, od tega 6-8 protitočnih. Točna vrata (zeleno-bela) se vozi v smeri toka, protitočna (rdeče-bela) pa v nasprotni smeri toka. Dolžina poligona mora biti med 200 in 400 metri. Dolžina kajaka in kanuja ne sme biti krajša od 350 cm, teža pa ne sme biti manjša od 9 kg.

### Spust na divjih vodah
Spust na divjih vodah je ne-olimpijska disciplina, kjer mora tekmovalec ali tekmovalka odsek reke ali umetne proge preveslati v najkrajšem možnem času.
Tekmovanja se odvijajo na umetnih ali naravnih progah, tekmuje pa se v šestih različnih kategorijah: kajak moški (K1M) kajak ženske (K1Ž), kanu moški (C1M), kanu ženske (C1Ž), kanu dvosed moški (C2) in kanu dvosed ženske (C2Ž) in mešani kanu dvosed (C2mix).
Spust tekmovanja delimo na klasično preizkušnjo, kjer mora kajakaš preveslati daljšo razdaljo (do 60 min) in sprint, ki traja okrog 60 sekund na progi dolžine od 200-600 m. Dolžina kajaka ne sme presegati 450 cm, teža pa mora biti najmanj 10 kg. Dolžina kanuja je lahko največ 430 cm, teža pa 11 kg. Kanu dvosed ne sme presegati 500 cm in mora tehtati najmanj 17 kg.

### Sprint na mirnih vodah
Sprint je olimpijska disciplina, kjer se v skupinskem startu na mirni vodi pomerijo tekmovalci in tekmovalke na različnih razdaljah. Cilj tekmovanja je premagati določeno razdaljo v najkrajšem možnem času.
Tekmovanja se odvijajo na naravnih ali umetnih jezerih (včasih tudi na morju), tekmuje pa se v številnih kategorijah: kajak moški (K1M,K2M,K4M) kajak ženske (K1Ž, K2Ž,K4Ž), kanu moški (C1M, C2M, C4M), kanu ženske (C1Ž, C2Ž, C4Ž) ter na različnih razdaljah (200 m, 500 m, 1000 m in 5000 m).
| Čolni                 | K1  | K2  | K4   | C1  | C2  | C4  |
| Največja dolžina (cm) | 520 | 650 | 1100 | 520 | 650 | 900 |
| Najmanjša teža (kg)   | 12  | 18  | 30   | 14  | 20  | 30  |

### Preostale discipline
- Ekstremni slalom

- Kajakaški maraton
- Parakajakaštvo
- Morsko kajakaštvo (surfski)
- Kajakaški prosti slog (freestyle)
- Dragon boat
- Kajakaški polo
- Kajakaško jadranje

## Slovenski športniki v kajaku in kanuju

### Svetovna prvenstva
Kajakaštvo je eden najbolj trofejnih slovenskih športov. Na svetovnih in evropskih prvenstvih slovenski kajakaši in kanuisti osvajajo kolajne že vse od leta 1953. Prvo kolajno sploh je osvojil Milan Zadel, prvi naslov svetovnih prvakov pa sta osvojila Alenka Bernot in Borut Justin (1963). Sledili so jim Peter Kauzer (2009 in 2011), Luka Božič in Sašo Taljat (2014) Benjamin Savšek (2017) ter Eva Terčelj (2019), vsi v disciplini slalom na divjih vodah.
Dobitniki kolajn na svetovnih in evropskih prvenstvih od leta 1953

### Olimpijske igre
Leta 1996 je Andraž Vehovar osvojil srebrno kolajno na olimpijskih igrah v Atlanti v slalomu na divjih vodah, kategorija K1M. Leta 2016 je njegov uspeh ponovil Peter Kauzer, prav tako v slalomu na divjih vodah. Njuna dosežka je na olimpijskih igrah v Tokiu nadgradil kanuist Benjamin Savšek, ki je 26. julija 2021 priveslal do naslova olimpijskega prvaka. 